# Gymnastes (Paragymnastes) simhalae
Gymnastes (Paragymnastes) simhalae is een tweevleugelige uit de familie steltmuggen (Limoniidae). De soort komt voor in het Oriëntaals gebied.